# Каплан I Герай
Капла́н I Гера́й (Гире́й) (крым. I Qaplan Geray, ١ قاپلان كراى‎; 1678—1738) — крымский хан из династии Гераев (1707—1708, 1713—1715, 1730—1736), сын крымского хана Селима I Герая.

## Биография
В 1695—1699 году султан (султанами в Крыму называли членов правящей династии) Каплан Герай был сераскиром Кубанской орды. Был нурэддином в четвёртое правление отца (1702—1704), затем занимал тот же пост в правление Газы III Герая (1704—1707). В первое правление хан Каплан I Герай назначил калгой и нурэддином своих братьев Менгли Герая и Максуда Герая. После смерти Максуда Герая Каплан Герай назначил нурэддином другого младшего брата Сахиба Гирея. Во второе правление Каплан I вторично назначил калгой и нурэддином своих братьев Менгли Герая и Сахиба Герая. В третье правление Каплан I Герай назначил калгой своего брата Менгли Герая, а нурэддином — Хаджи Герая, а после смерти последнего — Фетиха Герая.
Став правителем Крыма, попытался вернуть в подчинение ханства черкесских князей, при Девлете II Герае убивших калгу Шахбаза Герая и переселившихся подальше от Крыма. Этот поход оказался неудачен. Поэтому хан был низложен турками с Крымского трона. В 1713 году Каплан I снова был возвращен к власти. В этот раз хану пришлось усмирять кубанских ногайцев, бунт которых возглавил старший сын смещенного Девлета II Герая Бахти Герай. Затем по поручению турецкого правительства Каплан I Герай отправился с войском на помощь султану в Австрию, но крымские беи отказались предоставлять ему военную силу. Хотя хану все же удалось собрать армию и привести её к венгерской границе, но это произошло слишком поздно, когда османы уже потерпели поражение. Хан снова получил отставку и поселился в Бурсе.
Когда Стамбул в третий раз вернул Каплана I Герая на трон, султан приказал ему отправляться в поход на Персию. Хан посоветовал тщательно взвесить все последствия этой кампании: Персия была союзником России и подобный поход мог вызвать войну. Султан остался при своем мнении. Каплан I подчинился приказу и выступил через Северный Кавказ на персидский фронт. Результатом стало ожесточенное сопротивление чеченцев на своей территории, закончившееся локальным поражением ханских войск  в Аргунском ущелье (современное название - Ханкальское ущелье, названное по имени Хана Каплана после битвы чеченцев с крымцами). Войско Каплана Герая, тем не менее прошло в Дагестан, разбив под Дербентом отряды дагестанского шамхала, сторонника Персии. Узнав, что турецкая армия потерпела несколько поражений от персидских войск в Закавказье, хан вернулся с оставшимся войском в Крым в октябре 1735 года. Также в период правления хана произошла Канжальская битва против собственных вассалов кабардинских князей, закончившейся разгромной победой последних.
Русские войска, как того и ожидал Каплан I, начали наступление на Крым и весной 1736 года корпус П. П. Ласси совершил опустошительное вторжение в страну, причинив многочисленные жертвы и разрушения (в частности, была сожжена столица Бахчисарай вместе с ханским дворцом и единственный порт ханства — Кезлев).
Каплан I Герай по приказу султана спешно вернулся в Крым, но из-за соперничества и разобщенности, царивших в крымском войске, не смог должным образом организовать оборону. Русские войска покинули Крым лишь из-за эпидемии.
Каплан I Герай был смелым и энергичным правителем, что, однако, не помогло ему предотвратить разорения страны. Был удалён от власти султаном и отправлен в Турцию. Умер в 1738 году в городе Чешме на турецком побережье Эгейского моря.